# Machaerium humboldtianum
Machaerium humboldtianum är en ärtväxtart som beskrevs av Julius Rudolph Theodor Vogel. Machaerium humboldtianum ingår i släktet Machaerium och familjen ärtväxter. Inga underarter finns listade i Catalogue of Life.